# Roy Lichtenstein

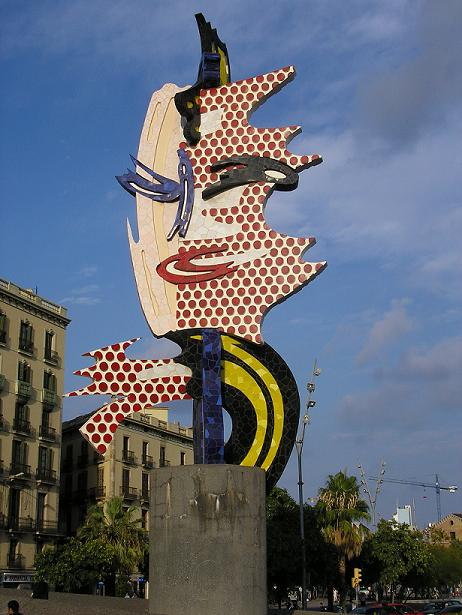
La cara de Barcelona (1992)

Roy Lichtenstein (Nova York, 27 d'octubre de 1923 - 29 de setembre de 1997) fou un pintor estatunidenc de Pop Art, artista gràfic i escultor, conegut sobretot per les seves representacions a gran escala de l'art del còmic.

## Biografia
Les seves primeres obres s'inclouen en l'estil anomenat expressionisme abstracte, però després de 1957 va començar a experimentar amb imatges preses dels còmics que hi havia en els papers d'embolicar xiclets, lliurement interpretades i barrejades amb imatges tretes dels quadres de l'antic Oest de l'altre artista nord-americà, Frederic Remington. A partir de 1961 es va dedicar per complet a elaborar el seu art mitjançant imatges comercials de producció massiva. Les seves historietes de còmics, com Good Morning, Darling (1964, Galeria Leo Castelli, Nova York), són ampliacions dels personatges dels dibuixos animats, reproduïdes a mà, amb la mateixa tècnica de punts i els mateixos colors primaris i brillants que s'utilitzen per a imprimir-los. Les seves últimes obres, entre les quals estan les reproduccions de personatges molt populars de la novel·la rosa, paisatges estilitzats i còpies de postals de temples clàssics, mostren la influència de Henri Matisse i Pablo Picasso. També les seves escultures recreen els efectes dels còmics. Ha realitzat, també, obres en ceràmica. El 1993 el Museu Guggenheim de Nova York va exposar una retrospectiva de la seva obra que va viatjar per molts països.

## Lichtenstein a Barcelona
La cara de Barcelona (també anomenada el Cap de Barcelona) és una escultura de grans dimensions de Lichtenstein, realitzada en col·laboració amb l'escultor extremeny Diego Delgado Rajado. Es va construir en una època en què la ciutat estava experimentant un canvi radical en infraestructures i decoració urbana per tal de rebre els Jocs Olímpics del 92.
L'obra està situada al passeig de Colom de Barcelona, a prop de l'edifici de Correus i Telègrafs, i és perfectament visible gràcies als seus 15 metres d'altura i 6 d'amplada.